# Clubiona hyrcanica
Clubiona hyrcanica este o specie de păianjeni din genul Clubiona, familia Clubionidae, descrisă de Mikhailov, 1990.
Este endemică în Azerbaijan. Conform Catalogue of Life specia Clubiona hyrcanica nu are subspecii cunoscute.